# Maria Eiselt
Maria Anna Aloisia Eiselt, provdaná Maria Richling (16. května 1914 Teplice – 19. července 2002  Baden, Dolní Rakousy), byla německá zpěvačka a divadelní a filmová herečka.

## Život
Byla dcerou číšníka Otto Eiselta a jeho manželky Slavomíry, rozené Wachtové. Kariéru zahájila ve svých 17 letech v sezóně 1931/1932 v Ústředním divadle v Drážďanech jako zpěvačka a herečka. V nadcházejících předválečných letech působila v Teplicích, Brně, Norimberku a v operetním divadle ve Vratislavi. V poslední předválečné sezóně 1938/1939 působila Maria Eiselt v Bavorské státní opeře, za války v letech 1940/1941 v Metropol-Theater Berlin (mimo jiné po boku Elfie Mayerhofer) a naposledy v pražské opeře v sezóně 1942/1943. Během těchto let se Maria Eiselt také čas od času objevila před kamerou (mimo jiné jako partnerka Hanse Mosera a Johannese Heesterse), a to jak v berlínské, tak mnichovské filmové produkci. Krátce před koncem války uprchla z Prahy do Hamburku, kde se před kamerou objevila naposledy v letech 1948/1949. 

## Filmografie
- 1937: Das Geheimnis um Betty Bonn
- 1939: Fasching
- 1942: Einmal der liebe Herrgott sein
- 1944: Es fing so harmlos an
- 1948: Amico
- 1949: Hallo – Sie haben Ihre Frau vergessen